# Kvadratura záchranného kruhu
Kvadratura záchranného kruhu je páté studiové album Ondřeje Ládka aka Xindla X. Bylo natočeno ve studiu DC Sound v Produkci Dalibora Cidlinského Jr. Vyšlo v roce 2016 u Universal Music. Z alba pochází singly Na vodě, který byl ústřední písní stejnojmenného televizního seriálu, Popelka a Mýval.

## Písně
Hudba a texty Ondřej Ládek
1. Na vodě
2. Popelka
3. Žáby v hrnci
4. Světlo na konci tunelu
5. Greta
6. Vítr v kešeni
7. Mýval
8. Od mozku k srdci
9. Mušle
10. Na palubě titaniku

## Účinkují
- Xindl X – zpěv, akustická kytara (1-10)
- Dalibor Cidlinský Jr. – piano (1-10), akustická kytara (1,2,8) banjo (1,5,7) mandolina (1,5), aranže smyčců (2-6, 8, 10)
- Jan Cidlinský – baskytara (1-10), housle(2-6,8,10), kontrabas (2,4,6,8)
- Lukáš Bundil – elektrická kytara (1,3,5-7)
- Milan Matoušek – akustická kytara (4,9), elektrická kytara (10)
- Emil Valach – bicí (1-10)